# Kingdom Hearts Birth by Sleep
Kingdom Hearts Birth by Sleep (キングダム ハーツ バース バイ スリープ Kingudamu Hātsu Bāsu bai Surīpu?) este un action RPG dezvoltat și publicat de Square Enix exclusiv pentru PlayStation Portable. A fost lansat în 2010 și este al șaselea joc din seria Kingdom Hearts. Poate fi jucat cu următoarele personaje: Terra, Aqua, și Ventus, prezentate pe scurt în Kingdom Hearts II, care au pornit în căutarea lui Master Xehanort și care protejează fiecare lume din joc de creaturile cunoscute sub numele de Unversed.